# Needham (Alabama)
Needham es un pueblo ubicado en el condado de Choctaw en el estado estadounidense de Alabama. En el censo de 2000, su población era de 97.

## Demografía
En el 2000 la renta per cápita promedia del hogar era de $ 38.750$, y el ingreso promedio para una familia era de 42.083$. El ingreso per cápita para la localidad era de 16.764$. Los hombres tenían un ingreso per cápita de 35.417$ contra 21.250$ para las mujeres.

## Geografía
Needham está situado en 31°9′10″N 88°20′19″O / 31.15278, -88.33861 (31.986338, -88.338795).
Según la Oficina del Censo de los EE. UU., la ciudad tiene un área total de 0.57 millas cuadradas (1.48 km²).